# Dayton Open
Die Dayton Open waren ein Squashturnier der PSA World Tour. Es wurde von 2002 bis 2008 und nochmals 2011 und 2012 in Dayton, Ohio in den Vereinigten Staaten ausgetragen.
Bei ihrer ersten Austragung gehörten die Dayton Open zur Kategorie 1 Star mit einem  Preisgeld von 10.000 US-Dollar. Bis 2004 stieg das Turnier in seiner Wertungskategorie auf 4 Star mit 40.000 US-Dollar und blieb für drei Jahre in dieser Kategorie. 2007 und 2008 gehörte es zur Kategorie 5 Star, nach der Pause von 2009 bis 2010 war es 2011 ein Turnier der Kategorie International 25, 2012 ein Turnier der Kategorie International 35.
Keinem Spieler gelang es, das Turnier mehr als einmal zu gewinnen, auch wenn insgesamt vier Spieler zweimal ein Endspiel erreichten.

## Sieger
| Jahr | Sieger            | Finalgegner       | Ergebnis                         |
| ---- | ----------------- | ----------------- | -------------------------------- |
| 2012 | Borja Golán       | Alister Walker    | 11:5, 11:6, 11:6                 |
| 2011 | Alister Walker    | Yasir Butt        | 11:4, 14:12, 11:4                |
| 2010 | Nicht ausgetragen | Nicht ausgetragen | Nicht ausgetragen                |
| 2009 | Nicht ausgetragen | Nicht ausgetragen | Nicht ausgetragen                |
| 2008 | Thierry Lincou    | David Palmer      | 17:15, 7:11, 11:8, 6:11, 11:7    |
| 2007 | Ramy Ashour       | John White        | 8:11, 7:11, 11:6, 12:10, 11:2    |
| 2006 | John White        | Ramy Ashour       | 11:5, 11:3, 11:6                 |
| 2005 | Peter Nicol       | Amr Shabana       | 11:6, 13:11, 11:2                |
| 2004 | Karim Darwish     | Mohammed Abbas    | 15:12, 15:5, 15:12               |
| 2003 | Anthony Ricketts  | Thierry Lincou    | 15:12, 12:15, 11:15, 15:7, 15:11 |
| 2002 | Grégory Gaultier  | Tim Garner        | 15:5, 15:10, 15:10               |